# IC 468
IC 468 је тројна звијезда у сазвјежђу Велики пас која се налази на листи објеката дубоког неба у Индекс каталогу.
Деклинација објекта је - 13° 13' 7" а ректасцензија 7h 17m 18,9s.